# Anna-Lena Friedsam
Anna-Lena Friedsam (n. 1 februarie 1994, Neuwied, Renania-Palatinat, Germania) este o jucătoare germană de tenis. În august 2016, Friedsam a atins cel mai bun clasament al ei la simplu, locul 45 mondial, iar la dublu, locul 34 mondial în septembrie 2020. În cariera ei, ea a câștigat trei titluri de dublu pe Circuitul WTA, un titlu WTA 125 de simplu, precum și 13 titluri de simplu și trei titluri de dublu pe Circuitul feminin ITF. Cea mai bună realizare la un turneu de Grand Slam este runda a patra la Australian Open 2016.